# 吉田豪
吉田 豪（よしだ ごう、1970年〈昭和45年〉9月3日 - 、本名同じ）は、日本のプロ書評家・プロインタビュアー・ライター。元妻はミュージシャンの後藤まりこ 。

## 経歴
東京都練馬区出身。小学生の時に『国際映画社』『サンライズ』作品を初めとするアニメ好きとなり、古本でアニメ雑誌、レコードなどを購入して徹底研究。のちの古本購入、レコードCD収集人生のスタートとなった。なお、最初に買ったレコードは『宇宙戦士バルディオス』の挿入歌「立て!バルディオス」であった。
中学校二年次の時に、「アニヲタだとナメられる」「このままだとヤバイ」と感じてアニメグッズをすべて売り払い、『月刊ヤングオート』（芸文社）など書籍を読んで不良文化を研究し、アニメ好きの友人との関係を断った。また当時不良文化であったアイドルにハマり、本田美奈子や岡田有希子のファンとなった。初めて購入したアイドルのレコードは松本伊代「TVの国からキラキラ」。
LAUGHIN' NOSEに出会ったのを契機にパンクにハマり、ハードコア・パンクのミニコミ『修羅』のスタッフとなる。この頃の経験から、パンクとそこから派生した音楽に詳しい。当時、最も影響を受けたバンドはREALであった。
城西大学附属城西高校卒業後、1年間のフリーター期間を経て東京デザイナー学院の編集デザイン科へ進学。卒業制作で当時の学校の暴露本を制作するために清掃係の人に話を聞きに行くなどの綿密な取材をしていた。この頃より現在のスタイルを確立する。
また、在学中には反戦、反核、反オタクをテーマにするバンドを組み、学園祭でMC5、スナッフ、ジョニー・サンダース、アニソンのカバーでオタク批判の歌を歌ったり、漫画研究会のクイズ大会に殴り込みで参加し、優勝したりしたという。
就職活動を始めるが、DOLLを受けた際に違和感を覚え、音楽雑誌以外にも目を向けるようになる。ふゅーじょんぷろだくと発行の『コミックボックス』編集部に内定するも、内定を辞退して就職浪人となる。そして結局、編集プロダクションのアートサプライに入社。『VOW』（宝島のコーナー）投稿選考主任、『ビデオボーイ』（英知出版）で杉作J太郎、平山夢明の原稿の打ち込みなどを務める。原稿を依頼したリリー・フランキーに良くしてもらったことから師匠と弟子という関係になり、リリーが主宰するDJイベントに西口猛（現アップフロントプロモーション社長）らと共に出演するようになった。

### 紙のプロレス時代：1993-2004
入社から2年後、『紙のプロレス』（以下、紙プロ）と出会う。『紙プロ』がイベントを行った時に、ターザン山本と高田文夫のトークイベントの動員が悪かったため、サクラで来るよう言われ（しかもイベント途中でターザンが帰ってしまった）、イベント終了後、編集長に挨拶に行ったところ、そのまま『紙プロ』編集部まで連れて行かれ、朝まで仕事をさせられる。その報酬がよかったため、以後アルバイトで手伝うようになり、「プロレス用語大辞林」「日佐夫クン人生劇場 書評の星座」などのコーナーを担当。
後に『紙プロ』へ完全移籍。この時期に、従来の漫画評論で無視されていた梶原一騎のダークな作品などを論じた『マンガ地獄変』シリーズ（水声社）や、サブカル的視点から作られたプロレスムック『悶絶！プロレス秘宝館』シリーズ（バーン・コーポレーション/シンコーミュージック）にメイン・ライターとして参加。この2シリーズは好評で、特に『マンガ地獄変』シリーズはVOL.4の原稿の執筆も終えていたが、どちらも編集者がモーニング娘。にハマり（前者は「爆音娘。」主催だったビバ彦、後者は「吉田豪の人間コク宝」（2023年現在『実話BUNKAタブー』（コアマガジン）連載）のカメラマンを務めるごっしー）仕事を放棄したため打ち止めとなった。
1996年、発行会社のダブルクロスが分裂し、『紙のプロレス RADICAL』になって以降は、紙プロの編集部に机を置きながらフリーライターとして活動。『BUBKA』（コアマガジン→白夜書房）『ダカーポ』（マガジンハウス）など、30本前後の連載を抱える人気ライターとなる。
『紙のプロレスRADICAL』は、SWSの再評価など他の専門誌が扱わないレスラー、団体にスポットを当て、当時の業界の権威であった新日本プロレスや週刊プロレスにアンチを唱える姿勢で、タブーの少ない雑誌としてカルト的な人気を博した。
編集長の山口日昇がPRIDEの運営に関わるようになって以降、利害関係ができてしまい、「紙プロはDSEの機関紙と揶揄される」ほどPRIDE一辺倒の雑誌になった。吉田はこれに対して、誌面で行なわれる山口との対談などで批判的なスタンスを取りバランスを取る役割を担っていた。
2004年、紙プロであるプロレスラーの妻の本を書評した際、山口に呼び出されてそのプロレスラーから叱責を受けることとなる。吉田は、これを「パートナー変更宣言だった」「今まで普通にできていたことがPRIDEとの利害関係が生じて、できなくなってしまったから起こった事件」と述べている。他の編集部員は吉田の残留を望んだが新しい事務所に移転時、山口の妻から吉田の机を置かないことを告げられ、紙プロを去る。
山口とは2012年2月に紙プロの後継紙『KAMINOGE』にて対談を行った。山口はハッスルの運営に入り込んだ結果、億単位の借金を負ってしまい「今となっては豪ちゃんの言う通りかもな、ホントに…」と語っている。

### 完全フリー
紙プロ離脱後は、新宿二丁目の事務所を拠点に活動。2000年代中盤以降は、出版不況の煽りを受けて、ライターとしての仕事が減少するのに反比例して、後述の『ストリーム』（TBSラジオ』）にレギュラーコメンテーターとして定着して以降は、テレビ、ラジオ、イベントなど喋りの仕事が急増した。
2004年4月、TBSラジオ『ストリーム』のレギュラーコメンテーター（同時に町山智浩もレギュラーとなった）として定着。後継番組の『小島慶子 キラ☆キラ』、『たまむすび』にもレギュラーとして参加している（全て途中参加）。2013年から2016年3月まで『ストリーム』で共演していた松本ともこがパーソナリティを務める『With you』（ベイエフエム）で楽曲紹介コーナーを担当していた。
2005年、ライターの照山紅葉（秦野邦彦）とポッドキャスト番組『豪さんのポッド』を開始（2010年12月30日を最後に更新停止中）。2013年2月から再び照山とニコニコ生放送『平熱大陸』（直前に吉田が出演した『情熱大陸』に掛けている）が放送開始。
2008年より、ネイキッドロフトで杉作J太郎とのトークイベント「Jさん&豪さん世相を斬る!」がスタート。ロフトプラスワンに会場を移してからは名物企画となり、2014年12月には書籍化もされている。
アイドルブーム以降は、『豪STREAM』、ミスiD（講談社）の選考委員、『ラストアイドル』（テレビ朝日）の審査員、『ザ・カンムリラジオ with プロインタビュアー・吉田豪』（アール・エフ・ラジオ日本）などアイドル関連の仕事も多い。アイドルのCDは（AKB48などの）大物以外、流通している物は、カップリングの曲違いも含めて全て購入してきたが、近年のカップリング曲のバージョン違いの多さに諦めた模様。それでも、自分よりアイドルの音源を買ってそうなのは南波一海（2016年よりLOFT9 Shibuyaで「吉田豪×南波一海の"このアイドルが見たい"」を開催）くらいだろうとツイートしている。なお、アイドルプロデュースについてのオファーもあるが、紙プロ時代の上司（柳沢忠之や山口日昇）が興行側に回って大やけどを負ったこともあり、絶対に受けないことを公言している。

## 人物
自ら「プロインタビュアー&プロ書評家」と名乗っているのは、自分の仕事のうちプロを名乗れるレベルなのは書評とインタビューくらいと思っていることから。「プロインタビュアー」「プロ書評家」という肩書きは、吉田が作ったものだが、近年は吉田以外にもこの肩書きを名乗るものが出てきている。
取材前の下調べや原稿作成は必ず自分自身で行い、「下調べをしないのはプロ失格」と言い切る。インタビュー起こしも専属の担当者（元紙プロ編集者の「ジャイ子」）を雇っている。
リリー・フランキーを師匠として尊敬しているが、締め切り破りの常習犯であることに関しては「反面教師にしている」として、締め切りには遅れても原稿は落とさないというスタンスである。
その徹底的な事前調査により、取材相手が忘れているエピソードを指摘することがあり、本人よりも詳しいと言われる。真樹日佐夫、角川春樹、ミッキー安川、百瀬博教などには特に気にいられ事あるごとに取材を依頼されていた。また、「CONTINUE」や「Quick Japan」の別冊で羽海野チカにインタビューし「公式カウンセラー」とも呼ばれたり、大森靖子のツイートで夫でも分からなかったメンタルの異変に気付き、心配するDMを送ったこともある。
一方で、「hon-nin」（太田出版）で樹木希林にインタビューした際には、編集者が持参した単行本（『人間コク宝』）の帯に「本人よりもその人に詳しい芸能史上最強のインタビュアー」と書かれていたおかげで、インタビュー開始から1時間たっても「私の知らない話がまだ出てこない」と嫌味（吉田曰く「プロとしてのかわいがり」）を言われたこともある。また、「CONTINUE」での岡本夏生インタビューでは岡本による再三の原稿チェックの末、吉田が書いた部分が全くなくなるほどに改変された。ただし、インタビュー相手にひどい目に遭わされても、そのこと自体をネタとして昇華してしまうため、そのインタビュー相手を嫌いになることはほとんどない。
タレントとの付き合いはほぼインタビューのみで、取材以外でタレント（主に氏神一番）から電話がかかってきたときに冷たくあしらったりするなど、仕事の必要が無いところでの交流を無くしている。
踏み込んだインタビュー内容となってしまったため、雑誌への掲載が見送られたり、雑誌の連載ではOKが出ても、単行本収録はNGとなることがある。例えば、畑正憲は、吉田の周到な下調べに対して、「ど〜こでそんなことを！ 初めてだなあ、そんなこときかれるの（笑）」「こんなに感激したインタビューは初めてだよ」「ボクは、絶対あなたの名前を忘れない！」とインタビュー中に激賞している。しかし、パブリックイメージとかけ離れたエピソードを話しすぎたため、単行本『男気万字固め』への収録は畑サイドからNGとなった。その際に「…でも、吉田さんに伝えておいてください。あなたは必ず成功する」と言付けされたので、吉田はそれだけで満足だったと述べている。
タレントの過去の「やんちゃな」エピソードを聴きだすことに定評がある。明らかに犯罪行為だったりするが、吉田は「ダハハハ」「最高」「そこが信頼できる」などと褒めつつさらに語らせている。それをジャッジするのは読者であって聞き手ではない、という考えによるもの。
東京23区内での仕事の際はほぼ全て自転車で移動する。
経歴にもあるように10代でパンクに傾倒しており、「クロスビート」（シンコーミュージック・エンタテイメント）に連載を持っていたにもかかわらず、アイドルしか聞かないと思われることがある。現在でもTV出演時にGASTUNKなどの当時のパンクバンドのTシャツを着ていることが多い。
2024年7月29日、ミュージシャンの後藤まりこと結婚。同日、新宿区役所に婚姻届を提出した。
2025年3月15日、後藤まりことの離婚を双方代理人記名にて発表。

### 菜食主義
高校時代に傾倒した動物の権利保護などを掲げていたパンクバンドの影響で菜食主義者となり、主食は納豆。ストレート・エッジやヴィーガンではなく、アルコール、乳製品、肉をダシに使ったラーメンなどは口にする。（無下に断れない状況で）空手家・中村日出夫のホームパーティーでホルモン焼きを振舞われた時などは笑顔で相槌を打ちながら咀嚼するフリだけして吐き出し、傍らの犬に与えていた。2008年には、動物の倫理的扱いを求める人々の会（PeTA）のネット投票で、モリッシーやナオミ・ワッツなどに並んで「世界で最もsexyなベジタリアンセレブの一人」に選出されたことを「世界的でも、セクシーでも、セレブでもないのに！」とネタにしている。

### 仕事場
タレント本やグッズの収集家としても有名で、新宿二丁目の仕事場はタレント本だけで埋まっている。古書店やネットオークションを駆使してタレント本人すら所蔵していないグッズまで収集している。蔵書として下調べに活用しているのみならず、インタビューの際に相手の懐に飛び込むためのつかみとして、見せたり進呈したりすることもある。『さんまのまんま』（関西テレビ放送）に出演した際は、かつて明石家さんまが出版した著書をカバンから取り出し、その一節を披露してさんまを狼狽させた。
元々は住居として使用していたが、自宅用として別にマンションの部屋を購入。しかし、実家から引き揚げた大量の本やCDなどのグッズで自宅が埋め尽くされてしまい、さらに新たに増えるコレクションのため寝るスペースもなくなったことから、2020年現在再び住居としている。
その間、2008年に掟ポルシェの自宅が火事になったときには、仮住まいとして提供。また、香椎かてぃがZOC結成前、住む家がなくなって公園で生活していたときに使っていない一室を提供したこともあった。
2018年より仕事場の一室にゲストを迎え『猫舌SHOWROOM』（SHOWROOM）の配信を開始している。『徹子の部屋』（テレビ朝日）が実際に黒柳徹子が暮らしている部屋ではなくスタジオで収録されているのに対し、こちらは本物の「豪の部屋」から配信することをテーマとしている。
2009年に発行された『Meets別冊東京通本』（京阪神エルマガジン社）で「ノンケなのに二丁目在住」というインタビューが掲載され、ゲイクラブでポールダンスを踊った写真が掲載されたことがある。交通の便を考えてとのことだが、独身であることもあいまって当然疑われている。本人はそれを面白がってネタにしたり、インタビュー時に名刺で住所を見せた際そっち方面の人のガードがゆるくなることを利用したりしている。住所を知らせた両親から、本気で心配された内容の手紙が届いたこともある。

### Twitter
Twitterのプロフィールでは、「自分検索とリツイートがライフワーク」としており、
エゴサーチは「3分に1回検索する」と公言。
2014年3月29日放送の『オールスター感謝祭』（TBSテレビ）に出演した際には、堀江貴文と共に生放送中のスタジオからツイートしていた。吉田が出演したのは島田紳助降板後で、周囲から「紳助時代だったら怒られてる」と言われていた。
リツイートについては、「無償でまとめサイトを作ってるみたいなもの」と語る。謎の義務感や自らの興味の他に、タイムラインを読んでもらえることが自らの効果的な宣伝になる（宣伝ツイートが面白情報ツイートの中に紛れている感じになる）との考えを持っている。リツイートが元でトラブルに巻き込まれることもしばしばだが、自ら「人が厄介に思うようなことを厄介と思わないタイプ」と分析しており、揉め事に巻き込まれることが宣伝になるとしている。
2014年11月にやしきたかじんについての本（「殉愛」）を書いた作家（百田尚樹）がたかじんの曲を多数作詞した作詞家（及川眠子）を知らなかったというのは迂闊ではないかと実名（括弧内）を伏せてツイートしたところ、百田からブロックされた（その後、週刊ポストで百田にインタビューしたことでブロックは解除された）。また、2015年初頭にキス写真流出が発覚して以来、岡田斗司夫の愛人騒動について積極的にリツイートを行い、不定期出演している「モーニングCROSS」（TOKYO MX）でも複数回にわたり取り上げていたが、当時、岡田の元愛人からダイレクトメッセージでタレコミがあったという。
吉田本人が原因としての炎上は、2017年10月23日（22日深夜）放送『ラストアイドル』のジャッジ（暫定メンバーの長月翠ではなく挑戦者の蒲原令奈を選んだ）を巡るものが有名で、自ら選ぶ「吉田豪炎上ランキング2017」の1位にも挙げている。番組スタッフが炎上直後の吉田に出演オファーを行い、1stシーズン最後のジャッジを担当。さらにサンシャインシティ噴水広場でのデビューイベントやZepp Tokyoでのワンマンライブなど節目となるイベントにも登場している。
ちなみに、Twitter上の名前は「吉田光雄」（長州力の本名）としているため、こちらが本名と勘違いされることがある。また、朝青龍やグレート小鹿に長州力のアカウントだと間違われたことがある。

## 評価
古舘伊知郎は報道ステーション就任以来、10年間拒否していたインタビュー取材を吉田豪指名で解禁した。古舘は『紙のプロレス』時代の吉田豪のファンであり、近年タレント関係で活躍している吉田豪と同一人物であると知って非常に驚いたと述べている。
福山雅治、有吉弘行、浅草キッド、博多大吉なども紙のプロレス時代からの吉田のファンである旨の発言をしている。一方で、徳光和夫や伊集院光は、吉田の著作の読者であるが吉田豪のインタビューを受けないことを公言していたが、徳光は2021年9月に吉田のインタビューを受けている。
木下百花はBUBKA2016年7月号のインタビューで、当時NMB48チームMのチームメイトだった矢倉楓子に「その世界（サブカル）のスーパースターみたいな人」と説明。木下はプライベートで原宿や大阪で吉田とデートしたことを公言しているが、木下ファンから吉田への抗議は皆無だったとのこと。
秋元康は自身が監修する『EXD44』（テレビ朝日）にて吉田が出演した企画を気に入り、「吉田豪を売り出す!」と意気込んでいるとの報道があった。この件について吉田は佐久間宣行（テレビ東京）から情報が伝わったとのこと。その一環として同番組の企画で、2018年8月9日・神宮球場の東京ヤクルトスワローズ対横浜DeNAベイスターズ戦で始球式を行ったり、2019年1月には日めくりカレンダー「豪イングマイウェイ」が発売された。

## エピソード
1995年に発売されたダークヒロカズ著『催眠術師になりたい』のゴーストライターをしている。東京都東大和市で女性11人と一夫多妻「ハーレム生活」を送っていた自称占い師の男が逮捕された際、所持していた為、「危険な本」として報道されたが、中身は、吉田が書いた実用性の低い、かなりふざけたものである。事件以降、『催眠術師になりたい』はネットオークションでプレミアが付き、非常に高値で取引されている。
『紙プロ』時代、高田延彦の対戦相手を探していたUインターの鈴木健にアブドーラ・ザ・ブッチャー戦を提言した。高田は、ブッチャー戦は経営危機のUインターの為に組まれた屈辱的なもので、試合後にヒクソン・グレイシーと戦うことを決意したと伝記の「泣き虫」で述べており、吉田の発言がPRIDE成立の遠因となったことになる。
2010年夏、関西ローカルながら初の冠番組『プロインタビュアー 吉田豪の元○○な人々』を始める際、人選会議にて田代まさしの地上波解禁を試みたが局側からNGが出てしまい実現できなかった。その後、田代が再び薬物で逮捕されてしまい、後日DVD発売の際に、「田代まさしを起用しなくてよかった」とQuickJapan Vol.83（太田出版）で語っている。
自身がインタビューした人物についてテレビなどでエピソードを話すとき、テレビ局側からネタを指定されることが多いと述べている。「樹木希林が内田裕也を鉄パイプでボコボコにした」「玉置浩二へのインタビュー時のエピソード」などが多い。そのため、「『吉田豪がまた同じ話をしていた』などの視聴者の意見を見ると非常にモヤモヤする」と述べている。
沢尻エリカの一連の騒動直前に、主演映画『クローズド・ノート』でインタビュー取材を行い、舞台挨拶同様の険悪な雰囲気を余す事無く活字化し話題になる。その結果、複数の媒体から沢尻エリカ取材についての取材を受けるという珍しい体験をする。
士道館館長である添野義二の仲介で、作家である小島一志と電話で話した後、数度にわたり小島やその息子で共著者の小島大志から電話で脅迫を受けたことを明かし、批判した。また非通知の番号からいたずらの留守番電話が入れられたこと、そのメッセージの内容がYOUTUBE上にアップロードされている「小島から受けた脅迫電話」とされているものと酷似していることを明らかにしている。吉田は2014年4月に読者からメールで「『芦原英幸正伝』掲載の電話番号に電話したら、その後、怒鳴り声や叫び声、ノイズのいたずら電話の着信が20件ほど入るようになった」と相談されたことを明かしている。
これに対して小島大志は自らのブログ上でそのようなことはしていないと主張し、「興行畑で40年という、生粋の稼業者」に今回の件について話したところ、「百歩譲ってイタズラ電話が本物でも、それで脅されたから、会う必要はないなんていかにもオカマらしい言い草だ」「俺が若い衆使って引っ張ってくるよ」と言ってもらったと記した。
吉田はかつて『芦原英幸伝 我が父、その魂』を「自らの意見や主張したいことを、インタビュー相手の発言を装って書いたものである」、その後の芦原会館とのトラブルを「脅迫や名誉棄損。物書きとしてプロではない」と評した。また、小島が『大山倍達の遺言』を発売後すぐに極真会館（松井派）から業務を委託され、事務所を松井派ビル内に移転したことに触れ「中立的に執筆されていない」と評している。
2015年12月7日放送の『ビートたけしのTVタックル』（テレビ朝日）に地下アイドル特集のコメンテーターとして出演した際、ビートたけしから「週刊誌で俺の顔が曲がっているとか書いたらしいじゃないか?」と脅されたが、たけしの勘違いであった（水道橋博士は件のコラムを書いたのは吉田潮ではないかと推測している）ことが判明し、収録途中に「吉田さん、さっきはごめんな」と謝られ、のちに謝罪文を贈られている。また、このエピソードは2016年4月24日放送『ビートたけしのいかがなもの会 現代の超天才30人! 理解を超えたエピソードSP!』（テレビ朝日）で放送されたが、実際にたけしが吉田を脅している映像は記録されていたものの使用NGとなった模様。この出来事のお詫びとして2016年12月16日に発売された「続 聞き出す力」の帯文を担当しており、かなり大きめの顔写真まで掲載して推薦文を書いている。
2017年には、インタビューをめったに受けないことで有名な明石家さんまに対して、Netflixのインタビュー形式のCMで聞き手を務め、2日間に渡り密着した。CMを企画した電通の担当者は、「吉田はさんまも一目置く存在。真剣勝負の話を引き出すには欠かせない」との旨語っている。吉田自身もCM公開にあたり「長年の夢が叶った」とツイートしている。なお、このCMは2018年のACC TOKYO CREATIVITY AWARDSフィルム部門 Bカテゴリー（Online Film）でGOLD（金賞）を受賞した。

## 著書

### 単著
- 『男気万字固め』（エンターブレイン、2001.6／幻冬舎文庫、2007.2）
- 『人間コク宝』（コアマガジン、2004.12）
- 『元アイドル!』（ワニマガジン社、2005.6／新潮文庫（改訂版）、2008.6）
- 『吉田豪のセメント!!スーパースター列伝パート1』（エンターブレイン、2006.4）
- 『元アイドル!2』（ワニマガジン社、2007.4）
- 『続・人間コク宝』（コアマガジン、2007.11）
- 『Hon-nin列伝 セキララなオンナたち』（太田出版、2008.2）
- 『BAND LIFE バンドマン20人の音楽人生劇場独白インタビュー集』（メディアックス、2008.5）
- 『新・人間コク宝』（コアマガジン、2010.11）
- 『サブカル・スーパースター鬱伝』（徳間書店、2012.7／徳間文庫カレッジ（増補版）、2014.11）
- 『人間コク宝 まんが道』（コアマガジン、2012.10）
- 『吉田豪の喋る!!道場破り　プロレスラーガチンコインタビュー集』（白夜書房、2013.2）
- 『人間コク宝 サブカル伝』（コアマガジン、2014.2）
- 『聞き出す力』（日本文芸社、2014.12）、新書版
- 『吉田豪の空手★バカ一代 “地上最強の人生”インタビュー集』（白夜書房、2016.8）
- 『続 聞き出す力』（日本文芸社、2016.12）、新書版
- 『吉田豪の“最狂”全女伝説　女子プロレスラー・インタビュー集』（白夜書房、2017.7）
- 『帰ってきた 人間コク宝』（コアマガジン、2018.5）
- 『吉田豪と15人の女たち』（白夜書房、2018.9）
- 『吉田豪のレジェンド漫画家列伝』（白夜書房、2019.10）
- 『書評の星座　吉田豪の格闘技本メッタ斬り2005-2019』（ホーム社（集英社）、2020.2）
- 『吉田豪の巨匠ハンター』（毎日新聞出版、2020.3）
- 『超・人間コク宝』（コアマガジン、2020.9）
- 『書評の星座　紙プロ編』（ホーム社、2021.2）、プロレス&格闘技本メッタ斬り1995-2004の部
- 『吉田豪の部屋の本』（白夜書房、2021.6）
- 『証言モーヲタ　彼らが熱く狂っていた時代』（白夜書房、2021.9）
- 『帰ってきた 聞き出す力』（ホーム社、2023.1）、新書版
- 『シン★人間コク宝』（コアマガジン、2023.5）
- 『聞き出す力 FINAL』（ホーム社、2024.1）、新書版

### 共著・編著
- 『マンガ地獄変』（植地毅、宇田川岳夫らと共著、水声社、1996.10）
- 『悶絶!プロレス秘宝館』（共著、バーン・コーポレーション、1997.2）
- 『マンガ地獄変2 男魂マンガ高校』（植地毅、宇田川岳夫らと共著、水声社、1997.8）
- 『悶絶!プロレス秘宝館vol.2』（共著、バーン・コーポレーション、1997.12）
- 『マンガ地獄変3 トラウマ・ヒーロー総進撃!』（植地毅、大西祥平、大久保太郎らと共著、水声社、1998.2）
- 『犯罪地獄変』（共著、水声社、1999.1）
- 『悶絶!プロレス秘宝館vol.3』（共著、バーン・コーポレーション、1999.4）
- 『プロレス・格闘技超“異人”伝 リングの外でもスゴい人々』（スーパーバイザー担当、洋泉社、2006.3）
- 『コラムの花道 2007傑作選』（TBSラジオストリーム、アスペクト 2008.3）
- 『豪さんのポッド 吉田豪のサブカル交遊録』（照山紅葉共著、白夜書房、2009.11、徳間文庫カレッジ（増補版）、2014.11）
- 『賢人の話し方 : コミュニケーションの勝者はビジネスの勝者。会話が続く人になれ!』（幻冬舎、2012）

共同監修で、他は田原総一朗・中谷彰宏・林都・福澤朗
- 『電池以下』（掟ポルシェ共著、アスペクト、2012.9）
- 『Jさん&豪さんの世相を斬る!  ＠ロフトプラスワン［青春愛欲編］』（杉作J太郎と共著、ロフトブックス、2014.12）
- 『この劇画が凄い! 劇画スーパースター烈伝』（日本文芸社、2015.8）
- 『Jさん&豪さんの世相を斬る!  ＠ロフトプラスワン［残侠風雲編］』（杉作J太郎と共著、ロフトブックス 2016.3）
- 『電池以下　吉田豪編』（太田出版、2022.12）、掟ポルシェと聞き手
- 『電池以下　掟ポルシェ編』（太田出版、2023.3）、同上
- 『アントニオ猪木とは何だったのか』（集英社新書、2023.9）

他は入不二基義・香山リカ・水道橋博士・ターザン山本・松原隆一郎・夢枕獏が参加

### 新版監修
- 勝新太郎『俺、勝新太郎』（廣済堂文庫、2008.8）
- 山城新伍『おこりんぼさびしんぼ』（廣済堂文庫、2008.8）
- 内田裕也『俺はロッキンローラー』（廣済堂文庫、2008.12）

### CD
- 『HMV入門編シリーズ 吉田豪監修　ライブアイドル入門』(2011.8)
- 『キング・ソングス・オブ・キャプテンレコード King songs of CAPTAIN RECORDS｝（吉田豪 選曲、2012）
- 『ミク★パンク 創世編』（2012.10）
- 『ミク★パンク ミッド・エイティーズ・オン・キャプテンレコード』（2012.10）
- 『Our Shining Idol 今君に会いたい』(2013.3)
- 『リングの女神達～女子プロスーパースター列伝～』(2013.6)
- 『ハロー!プロジェクトの全曲から集めちゃいました! Vol.2 吉田豪編』(2014.1)

### DVD
- 『プロインタビュアー吉田豪の元○○な人々vol.1 』（ポニーキャニオン、2010.09）
- 『プロインタビュアー吉田豪の元○○な人々vol.2 』（ポニーキャニオン、2010.10）
- 『モーニング娘。'14 バースデーイベント2014“生田衣梨奈＆鈴木香音”』

## 現在のレギュラー・連載

### 雑誌
- 『漫画ゴラク』（日本文芸社、隔週金曜日掲載、「聞き出す力【コラム】」）
- 『BUBKA』（白夜書房、毎月月末発売）
  - 「BUBKA流スーパースター列伝」（インタビュー、2017年9月号より「レジェンド漫画家編」）
  - 「〜迷える子羊に捧ぐ TALK JAM〜 108WORDS」（百花とのトークライブ（後述）の模様を掲載、2018年5月号 - ）
- 『ミュージック・マガジン』（ミュージックマガジン社発行、奇数月号掲載、「吉田豪のアイドルマスター【アイドル楽曲メモ】」、2008年3月号 - ）
- 『週刊プレイボーイ』（集英社、毎週月曜日発売、「リリー・フランキーの人生相談【構成のみ】」）
- 『実話BUNKAタブー』（コアマガジン、「人間コク宝インタビュー」）
- 『QUIZ JAPAN』（ほるぷ出版、不定期、【インタビュー】vol.4 - ）
- 『BRODY』（白夜書房【インタビュー】vol.1 - ）
- 『CONTINUE』（太田出版、「電池以下【インタビュー】」 2001.3 - 2010.2、2018.1 -）

### ラジオ
- 『アフター6ジャンクション』（TBSラジオ、2018年4月 - ）※月1回「CULTURE TALK」コーナー（月曜18:30 - 18:55）出演予定
- 『DONT TOUCH MY RADIO』（Radio NEO、2019年6月1日（5月31日深夜） - ）※「教えて！豪先生」コーナー

### テレビ
- 翔くん 豪ちゃん 翔和へGO!（2022年7月6日 - 12月28日、tvk） - MC

### WEB連載
- ボクがこれをRTした理由（2017年11月 - 、TABLO（旧・TOKYO BREAKING NEWS））
- プロインタビュアー吉田豪の60分3本勝負(2015年2月 - 、デイリーニュースオンライン)

### ネット配信
- 『JGO』（2010年5月 - 不定期、DOMMUNE）出演：杉作J太郎、吉田豪
- 『居酒屋タックルズ』（2012年11月 - 毎月月末、ニコニコ生放送）出演：久田将義、吉田豪
- 『吉田豪の平熱大陸』（2013年2月 - 毎月中旬、ニコニコ生放送）出演：吉田豪、照山紅葉
- 『タブーなワイドショー』（2016年8月 - 毎月中旬、ニコニコ生放送）出演：久田将義、吉田豪
- 『猫舌SHOWROOM』（2018年6月19日 - 毎週火曜日、SHOWROOM）
- 『オルタナティブ・アイドル大百科 〜掟ポルシェと吉田豪のレイディオクラブ』（2021年7月 - DOMMUNE RADIOPEDIA）出演：掟ポルシェ、吉田豪[93]

### イベント
- Jさん豪さんの世相を斬る!（不定期、ロフトプラスワン 他、2008年 - ）
- 吉田豪 大生誕祭!!（毎年9月、阿佐ヶ谷ロフトA（2008年 - 2015年、2017年）、LOFT9 Shibuya（2016年）、2018年は開催なし）出演・吉田豪、掟ポルシェ、松本ともこ
- Jさん豪さん掟さんRECさんボーイズトーク（とよはしまちなかスロータウン映画祭関連イベント、2010年 - ）出演・杉作J太郎・吉田豪・掟ポルシェ・コンバットREC
- 吉田豪×南波一海 アイドル伝説（不定期、大阪のライブハウスで開催、2011年 - ）
「吉田豪のアイドル伝説」としてスタート。2014年のVol.3よりMCに南波が加わる[94]。
- 豪さんの日SP!（毎年5（豪）月3（さん）日、ロフトプラスワン、2013年 - ）
2012年の5月3日は「豪ストリーム@ロフトプラスワン」として開催。
- 復活!雑談天国（不定期、ロフトプラスワン、2015年 - ）
『Rooftop』での連載「吉田豪の雑談天国（ニューエストモデル風）」連動[95]
- 吉田豪×南波一海の"このアイドルが見たい"（不定期、LOFT9 Shibuya、2016年 - ）出演・吉田豪、南波一海、嶺脇育夫（嶺脇は出演しない回あり）
- 吉田豪×小林清美ぶっちゃけトークライブ（不定期、K&Mミュージック新宿店、2016年 - ）
- 武道館アイドル博（2017年5月6日、2018年8月13日、東京・日本武道館） - コメンテーター[96]
- 川後さんといっしょ（ロフトプラスワン、2019年6月 - ）出演：川後陽菜、吉田豪（公式お兄ちゃん[注 3]）[97]

## 過去の出演・連載

### 雑誌等
- 『紙のプロレス』（ワニマガジン「プロレス用語大辞林」、「日佐夫クン人生劇場 書評の星座」 - vol.22）
- 『Rintama』（ワニマガジン）
- 『紙のプロレスRADICAL』（「吉田豪人 生劇場書評の星座part2」、No.1-）
- 『ゴング格闘技』（イースト・プレス、毎月23日発売「新★書評の星座【書評】」）
- 『TV Bros.』（東京ニュース通信社）
- 『TVチョップ』
- 『ダカーポ』（マガジンハウス、【インタビュー連載】「ダカーポNo.482」-「ダカーポNo.507」）
- 『ダ・ヴィンチ』（KADOKAWA・メディアファクトリーブランド）
- 『SPA!』（扶桑社）
- 『POPEYE』（マガジンハウス、「10000字インタビュー」 - 2010年1月号）
- 『ホイップ』（コアマガジン）
- 『小学三年生』（【インタビュー】2002年4月号 - 2002年10月号）
- 『Chuッ スペシャル』（ワニマガジン）
- 『BREAK MAX』（コアマガジン、 - 2013年5月号）
- 『@BOOING』（曙出版）
- 『言語道断』（メディアックス）
- 『爆写EX』 （メディアックス）
- 『BUBKA』（「悪いヤツほどよく喋る【田代まさし対談】」「吉田豪・コンバットREC 豪STEREAM【豪STREAMを活字化】」 2010年8月号-）
- 『クロスビート』（「吉田豪の豪ing アンダーグラウンド【コラム】」）
- 『BURRN!』（「マッチョドラゴン【プロレスコラム】」）
- 『BURST』（コアマガジン、「電撃ビリビリロック秘宝館」）
- 『フィギュア王』（「豪ちゃんのしゃかりきコロンブス【グッズ紹介】」）
- 『ハイパーホビー』（徳間書店）
- 『わしズム』
- 『SPORTS Yeah!』
- 『産経新聞 関西版』
- 『朝日新聞』（新刊マンガ書評）
- 『hon-nin』（太田出版）
- 『夕刊フジ』
- 『月刊アフタヌーン』（講談社）
- 『Rooftop』
- 『映画秘宝』（洋泉社）
- 『AERA』（朝日新聞出版）
- 『relax』（マガジンハウス）
- 『アクションカメラ』（ワニマガジン）
- 『QuickJapan』（太田出版）
- 『モノ・マガジン』（ワールドフォトプレス）
- 『ゴング格闘技』（日本スポーツ出版社「私だけが知っている【格闘技関係者インタビュー】」）
- 『B.L.T.』（東京ニュース通信社
  - 「吉田豪の青春賛歌アイドル盆地【アイドルインタビュー】」（ - 2010年10月号）
  - 「ぶらり豪【アイドルインタビュー】」（ - 2018年5月号）
- 『Black Box』（マイウェイ出版、「アイドルだって人間だもの【アイドルコラム】」 - 2015年3月号）
- 『宝島AGES』（宝島社、不定期、【コラム】、2014.12 - 2015.6）
- 『スーパー写真塾』（コアマガジン、隔月22日発売、「失言レストラン【コラム】」）
- 『キャラクターランド』（徳間書店）

### ラジオ
- 『ストリーム』（TBSラジオ、2004年4月 - 2009年3月）
- 『小島慶子 キラ☆キラ』（TBSラジオ、2009年10月 - 2012年3月）
- 『ザ・カンムリラジオ with プロインタビュアー・吉田豪』（アール・エフ・ラジオ日本 2013年4月- 2015年3月 毎週金曜深夜 出場ユニットに対するインタビュアー）
- 『〜今日も一日〜 Good Job ニッポン』(2013年10月 - 2014年3月)
- 『今夜もオトパラ!』（ニッポン放送 2014年10月1日- 2015年3月25日、毎週水曜日「日刊 オトナの達人」コーナー担当）
- 『With you』(bayfm、2013年4月10日 - 2015年3月30日、毎月第2第4水曜日「吉田豪の本当のところ」のコーナー担当)
- 『たまむすび』（TBSラジオ）
  - 第3水曜日「吉田豪の月イチ豪外」（2013年10月 - 2015年3月）
コラムコーナー「おもしろい大人」の一企画として第3水曜日を担当。
  - 第1金曜日「その筋の話」（2015年5月 - 2018年3月）
毎週金曜日に放送されるゲストを招いてのトークコーナーで、そのうち月1回（第1金曜日）吉田が出演して過去にインタビューした人物のエピソードを紹介。
- 『TBSラジオぼんやり審議会』（TBSラジオ、スペシャルウィーク特番、2015年2月22日）
- 『金曜ブラボー。』（ニッポン放送、2018年4月 - 9月）※月1回14時台、または15時台に出演

### テレビ
- 『スーパージョッキー』(VOWの宣伝で出演)
- 『タモリ倶楽部』（1999年6月8日、2007年11月9日、2011年11月25日）
- 『およよん NEWS&TALK』（日テレNEWS24、2008年2月2日 - 2010年3月6日）
- 『田代まさしのいらっしゃいマーシー』（MONDO21、2009年7月 - 9月）
- 『プロインタビュアー 吉田豪の元○○な人々』（関西テレビ）
- 『給与明細』（テレビ東京、2007年11月4日、11月11日、11月18日）
- 『やりすぎコージー』（テレビ東京）
- 『ゴッドタン』（テレビ東京）
- 『松本伊代のキラキラ80's』
- 『不可思議探偵団』
- 『1924』
- 『博士の異常な鼎談』（東京MX2009年06月11日、6月18日）
- 『有名人が極秘情報を流出!「世界!どや顔サミット」』（2010年12月17日、朝日放送）
- 『マツコの知らない世界・手ごわかった人ランキング』（2011年10月21日、28日、TBS）
- 『芸能★BANG!』（日本テレビ）
- 『ザ・追跡スクープ劇場』（2012年2月17日、日本テレビ）
- 『上沼・高田のクギズケ!』（読売テレビ）
- 『情熱大陸』（2012年12月30日、毎日放送）
- 『有吉弘行のヘベレケ』（2012年12月30日、東海テレビ）
- 『水道橋博士の80年代伝説』　（歌謡ポップスチャンネル）
- 『さんまのまんま』(2013年5月11日、KTV)
- 『侃侃諤諤』（2014年3月6日、テレビ朝日）
- 『リバースエッジ 大川端探偵社』第4話（2014年5月10日、テレビ東京）
- 『ポップメイカー』(2014年12月7日、BS朝日)
- 『ニュースな晩餐会』(2014年11月23日、12月7日、フジテレビ)
- 『吉田豪とハミダシ女』（TOKYO MX、2016年4月 - 2016年6月）
- 『本能Z』(2016年9月3日、CBCテレビ)
- 『モーニングCROSS』（TOKYO MX、2014年4月 - 、不定期）
- 『とろろ兄弟』（テレビ東京「第2のアレ」、2016年10月 - ）※声の出演（ナガイモ）
- 『クイズ!脳ベルSHOW』(BSフジ、2024年1月29日)

### 映画
- 『すてごろ 梶原三兄弟激動昭和史』（2003年）
- 『いかレスラー』（2004年）
- 『任侠秘録 人間狩り』（2006年）
- 『WARU』（2006年）
- 『やる気まんまん』（2007年）
- 『新☆四角いジャングル 虎の紋章』（2010年）
- 『モテキ』（2011年）
- 『眉村ちあきのすべて（仮）』（2019年）
- 『従姉妹協奏曲』（2021年）

### WEB連載
- 『webダヴィンチ・4ちゃんねる!!』
- 『読み換える金狼・吉田豪の僕はこんな本を読んで、シマッタ』
- 『吉田豪のギリギリレビュー』
- 『スカパー! バトルLIFE!!』（携帯サイト、格闘コラム）
- 『紙プロhand』
- 『吉田豪の数奇人探訪』（OCN、ウェブマガジンOG）
- 『ほぼ週刊吉田豪』（2013年7月 - 、TOKYO BREAKING NEWS）

### ネット配信
- 『豪さんのポッド』(ポッドキャスト)
- 『豪STREAM』(USTREAM)
- 『博士も知らないニッポンのウラ』（2008年10月15日）

### CM
- 雪印メグミルク 雪印コーヒー「五十五嵐ゴウの人生！（55！ムービー）」（2017年4月）
- ヤマハ・トリシティシリーズ「サウナとトリシティでととのった！」編（2017年7月）[98]
- Netflix「人間、明石家さんま。」（2017年8月、12月）

### イベント
- T-Palette Records感謝祭（2012年 - 2015年）、TOWER RECORDS presents ザ・感謝祭（2017年 - ）※MC
- 百花×吉田豪 トークイベント 〜この世の陰謀、救い、そして私達〜（月1回（東京・大阪で隔月）開催、2018年4月 - 2019年2月）

## その他

### ミュージック・ビデオ
- アーバンギャルド「平成死亡遊戯」（2015年12月2日公開）[99]
- SAWA「いじっぱりマーメイド」（2016年12月23日公開）[100]
- SAWA「天体観測」（2018年1月27日公開）[101]
- 眉村ちあき「荻窪選手権」（2019年2月28日公開）[102]